# Рампо Левков
Рампо Левков Левката (Прилеп, 9. јануар 1909 — околина Прилепа, 19. септембар 1942), адвокат, учесник Народноослободилачке борбе и народни херој Југославије.

## Биографија
Рођен је 9. јануара 1909. године у Прилепу. Основну школу и гимназију завршио је у Прилепу, након чега се уписао на Правни факултет у Београду. У исто време, у Прилепу је био политички активан, где га је због левичарских идеја полиција хапсила. Након завршетка факулрета 1933. године, радио је као адвокат и активист Партијске организације у Прилепу.
Након бугарске окупације 1941. године, власти су му нудиле високе државне положаје, али је он одбио да сарађује с окупатором и остао је да ради на дуванским пољима. Као члан КПЈ, прихватио је директиву Партије да отвори адвокатску канцеларију ради бољег контакта са сељацима и окупљања антифашиста и родољуба. За кратко време положио је адвокатски испит.
Полиција је знала да он ради за Народноослободилачки покрет, али због ауторитета који је уживао међу народом и у жељи да похвата што више људи с њим у контакту, поступала је с њим тактично и опрезно.
Када је 14. септембра 1942. године бугарска окупаторска војска успела да убије део бораца из партизанског одреда „Димитар Влахов“, бугарски официри су га извели из његове канцеларије и одвели у касарну. Тамо је било доведено још стотинак активиста из Прилепа и села Дабнице. Рампо је био подвргнут мукама да призна да је активист НОП-а. После четверодневног мучења, војници су га 19. септембра, полумртвог, бацили у јаму неугашеног креча, где је напослетку скончао.
Указом Президијума Народне скупштине ФНР Југославије 5. јула 1951. проглашен је за народног хероја.